# THE IDOLM@STER CINDERELLA GIRLS ANIMATION PROJECT
「THE IDOLM@STER CINDERELLA GIRLS ANIMATION PROJECT」（アイドルマスター シンデレラガールズ アニメーションプロジェクト）は、2015年1月21日から日本コロムビアよりリリースされている、テレビアニメ『アイドルマスター シンデレラガールズ』のサウンドトラックシリーズ。

## 概要
テレビアニメ『アイドルマスター シンデレラガールズ』のサウンドトラックシリーズ。00はアニメ放送開始前に発売され、アニメ以前に存在したそれぞれのキャラクターの楽曲を収録したベストアルバムとなっている。
01・08・2nd Seasonはアニメの主題歌や挿入歌を収録したマキシングルとなっている。
02 - 07は作中でのエピソードに合わせ、毎週それぞれのユニットのデビューシングルとして発売が告知されていた。それぞれのCDにはドラマパートが収録されており、楽曲を歌っているユニットのメンバーのほか、プロデューサー（声 - 武内駿輔）、ディレクター（声 - 高坂篤志 / 03 - 07）、白坂小梅（声 - 桜咲千依 / 03のみ）も出演した。

## 00 ST@RTER BEST
2015年1月21日発売。「CINDERELLA MASTER」から、アニメのメインとなるCINDERELLA PROJECTのメンバー14名の楽曲を収録したベストアルバム。
収録曲
1. Never say never
歌：渋谷凛（福原綾香）
作詞：BNGI（遠山明孝、八城雄太）、作曲：BNGI（遠山明孝）、編曲：関淳二郎
2. あんずのうた
歌：双葉杏（五十嵐裕美）
作詞：BNGI（佐藤貴文、八城雄太）、作曲・編曲：BNGI（佐藤貴文）
3. ショコラ・ティアラ
歌：三村かな子（大坪由佳）
作詞：古屋真、作曲・編曲：BNGI（kyo）
4. DOKIDOKIリズム
歌：城ヶ崎莉嘉（山本希望）
作詞・作曲・編曲：BNGI（佐藤貴文）
5. 華蕾夢ミル狂詩曲〜魂ノ導〜
歌：神崎蘭子（内田真礼）
作詞：BNSI（東ノ獄彩）、作曲：BNSI（浩川卿中二）、
編曲：BNSI（淵ヶ谷増二、浩川卿中二）
6. おねだり Shall We〜?
歌：前川みく（高森奈津美）
作詞・作曲・編曲：BNSI（佐藤貴文）
7. ましゅまろ☆キッス
歌：諸星きらり（松嵜麗）
作詞・作曲・編曲：BNSI（トリ音）
8. S(mile)ING!
歌：島村卯月（大橋彩香）
作詞：BNSI（八城雄太）、作曲・編曲：BNSI（Yoshi）
9. Twilight Sky
歌：多田李衣菜（青木瑠璃子）
作詞・作曲・編曲：BNSI（渡辺量）
10. ミツボシ☆☆★
歌：本田未央（原紗友里）
作詞：BNSI（八城雄太）、作曲・編曲：BNSI（kyo）
11. Romantic Now
歌：赤城みりあ（黒沢ともよ）
作詞：BNSI（MC TC）、作曲・編曲：BNSI（Taku Inoue）
12. ヴィーナスシンドローム
歌：新田美波（洲崎綾）
作詞：古屋真、作曲・編曲：BNSI（kyo）
13. 風色メロディ
歌：緒方智絵里（大空直美）
作詞・作曲・編曲：BNSI（トリ音）
14. You're stars shine on me
歌：アナスタシア（上坂すみれ）
作詞：貝田由里子、作曲・編曲：BNSI（小林啓樹）
15. ススメ☆オトメ ～jewel parade～
歌：CINDERELLA PROJECT
作詞：森由里子、作曲・編曲：田中秀和（MONACA）

## 01 Star!!
2015年2月18日発売。アニメ『アイドルマスター シンデレラガールズ』の主題歌と第1話挿入歌およびエンディングを収録したCD。初回限定盤には、Blu-ray VideoとしてアニメOPのノンテロップ版、Blu-ray AudioとしてCDと同じ曲をそれぞれ収録したBlu-ray DISCが付属する。
チャート成績
2月18日付のオリコンデイリーランキングでは4位にランクインし、翌19日付では3位に浮上した。3月2日付のオリコン週間ランキングでは初動4.7万枚を売り上げ、週間4位にランクインした。初動だけでシンデレラガールズのCDとしては最高セールスとなり、「Dreaming!」に抜かれるまでアイドルマスターシリーズとしては最高初動記録だった。
翌週の2月25日付では0.6万枚を売り上げ、「READY!!」を抜いてアイドルマスターシリーズ最高売上を更新。累計を6.5万枚まで伸ばしている。

収録曲
1. Star!!
歌：CINDERELLA PROJECT
作詞：森由里子、作曲・編曲：田中秀和（MONACA）
2. お願い! シンデレラ
歌：高垣楓（早見沙織）、城ヶ崎美嘉（佳村はるか）、小日向美穂（津田美波）、十時愛梨（原田ひとみ）、川島瑞樹（東山奈央）、日野茜（赤﨑千夏）、輿水幸子（竹達彩奈）、佐久間まゆ（牧野由依）、白坂小梅（桜咲千依）
作詞：marhy、作曲・編曲：BNSI（内田哲也）
3. メッセージ
歌：島村卯月（大橋彩香）、渋谷凛（福原綾香）、本田未央（原紗友里）
作詞：遠藤フビト、作曲・編曲：滝澤俊輔（TRYTONELABO）
4. Star!! オリジナル・カラオケ

## 02 Memories
2015年3月18日発売。アニメ『アイドルマスター シンデレラガールズ』で結成された新田美波とアナスタシアのユニット「LOVE LAIKA」のデビュー曲とエンディングテーマのリミックス版を収録したCD。
チャート成績
3月17日付のオリコンデイリーランキングでは4位にランクインし、翌18日付では2位に浮上した。3月30日付のオリコン週間ランキングでは初動1.8万枚を売り上げ、週間4位にランクインした。また、ビルボードのHot Animationにおいても週間1位を獲得した。

収録曲
1. Memories
歌：LOVE LAIKA
作詞：貝田由里子、作曲：ESTi、編曲：ESTi、BNSI（kyo）
2. 夕映えプレゼント -LOVE LAIKA リミックス-
歌：LOVE LAIKA
作詞：遠藤フビト、作曲：BNSI（Yoshi）、編曲：BNSI（Yoshi）、滝澤俊輔（TRYTONELABO）
3. ボーナスドラマ「マジックアワー LOVE LAIKA特別編」
4. Memories オリジナル・カラオケ

## 03 -LEGNE- 仇なす剣 光の旋律
2015年3月25日発売。アニメ『アイドルマスター シンデレラガールズ』で結成された神崎蘭子のソロユニット「Rosenburg Engel」のデビュー曲とエンディングテーマのリミックス版を収録したCD。ブックレットにはボーナスドラマの台詞が掲載されており、蘭子の台詞すべてに意味が追記されている。
「-LEGNE- 仇なす剣 光の旋律」は「エンゲル あだなすつるぎ ひかりのしらべ」と読む。
チャート成績
3月24日付のオリコンデイリーランキングでは8位にランクインし、翌25日付では2位に浮上した。4月6日付のオリコン週間ランキングでは初動2.3万枚を売り上げ、週間7位にランクインした。また、ビルボードのHot Animationにおいても週間1位を獲得。LOVE LAIKAに続いて2週連続1位となった。
2015年3月度の月間アニメシングルランキングでは1位を獲得。2位のLOVE LAIKA、3位のCANDY ISLANDと共にシンデレラガールズが月間トップ3を独占した。

収録曲
1. -LEGNE- 仇なす剣 光の旋律
歌：Rosenburg Engel
作詞：BNSI（東ノ獄彩）、作曲：隠田遼平、編曲：TAKT（TRYTONELABO）
2. 夕映えプレゼント -Rosenburg Engel リミックス-
歌：Rosenburg Engel
作詞：遠藤フビト、作曲：BNSI（Yoshi）、編曲：BNSI（Yoshi）、滝澤俊輔（TRYTONELABO）
3. ボーナスドラマ「マジックアワー Rosenburg Engel特別編」
4. -LEGNE- 仇なす剣 光の旋律 オリジナル・カラオケ

## 04 Happy×2 Days
2015年4月1日発売。アニメ『アイドルマスター シンデレラガールズ』で結成された双葉杏と三村かな子と緒方智絵里のユニット「CANDY ISLAND」のデビュー曲とエンディングテーマのリミックス版を収録したCD。
チャート成績
3月31日付のオリコンデイリーランキングでは8位にランクインし、翌4月1日付では4位に浮上した。4月13日付のオリコン週間ランキングでは初動1.8万枚を売り上げ週間6位にランクインした。また、ビルボードのHot Animationにおいても週間1位を獲得。LOVE LAIKA・Rosenburg Engelに続いてシンデレラガールズが3週連続1位となった。

収録曲
1. Happy×2 Days
歌：CANDY ISLAND
作詞・作曲：木村有希、編曲：岡野裕次郎（TRYTONELABO）
2. 夕映えプレゼント -CANDY ISLAND リミックス-
歌：CANDY ISLAND
作詞：遠藤フビト、作曲：BNSI（Yoshi）、編曲：BNSI（Yoshi）、滝澤俊輔（TRYTONELABO）
3. ボーナスドラマ「マジックアワー CANDY ISLAND特別編」
4. Happy×2 Days オリジナル・カラオケ

## 05 LET'S GO HAPPY!!
2015年4月8日発売。アニメ『アイドルマスター シンデレラガールズ』で結成された城ヶ崎莉嘉と諸星きらりと赤城みりあのユニット「凸レーション」のデビュー曲とエンディングテーマのリミックス版を収録したCD。
チャート成績
4月7日付のオリコンデイリーランキングでは7位にランクインし、翌4月8日付では3位に浮上した。4月20日付のオリコン週間ランキングでは初動1.8万枚を売り上げ週間5位にランクインした。

収録曲
1. LET'S GO HAPPY!!
歌：凸レーション
作詞：夕野ヨシミ（IOSYS）、作曲・編曲：ARM（IOSYS）
2. 夕映えプレゼント -凸レーション リミックス-
歌：凸レーション
作詞：遠藤フビト、作曲：BNSI（Yoshi）、編曲：BNSI（Yoshi）、滝澤俊輔（TRYTONELABO）
3. ボーナスドラマ「マジックアワー 凸レーション特別編」
4. LET'S GO HAPPY!! オリジナル・カラオケ

## 06 ØωØver!!
2015年4月15日発売。アニメ『アイドルマスター シンデレラガールズ』で結成された前川みくと多田李衣菜のユニット「* (Asterisk)」のデビュー曲とエンディングテーマのリミックス版を収録したCD。「オーバー」と読む。「ØωØver!!」の作詞は作中ではみくと李衣菜が行っていたが、実際に担当声優の高森奈津美と青木瑠璃子が行っている。
チャート成績
4月14日付のオリコンデイリーランキングでは7位にランクインした。4月27日付のオリコン週間ランキングでは初動2.0万枚を売り上げ週間7位にランクインした。

収録曲
1. ØωØver!!
歌：* (Asterisk)
作詞：前川みく（高森奈津美）・多田李衣菜（青木瑠璃子）、作曲：小野貴光、編曲：玉木千尋
2. 夕映えプレゼント -*（Asterisk） リミックス-
歌：* (Asterisk)
作詞：遠藤フビト、作曲：BNSI（Yoshi）、編曲：BNSI（Yoshi）、滝澤俊輔（TRYTONELABO）
3. ボーナスドラマ「マジックアワー *（Asterisk）特別編」
4. ØωØver!! オリジナル・カラオケ

## 07 できたてEvo! Revo! Generation!
2015年4月22日発売。アニメ『アイドルマスター シンデレラガールズ』での島村卯月と渋谷凛と本田未央のユニット「new generations」のデビュー曲とエンディングテーマのリミックス版を収録したCD。封入特典として「THE IDOLM@STER M@STERS OF IDOL WORLD!!2015」のライブチケット先行応募シリアルが付属した。
チャート成績
4月21日付のオリコンデイリーランキングでは8位にランクインした。5月4日付のオリコン週間ランキングでは初動2.8万枚を売り上げ週間6位にランクイン。ユニット曲の中では最も高い初動となった。

収録曲
1. できたてEvo! Revo! Generation!
歌：new generations
作詞：三重野瞳、作曲・編曲：BNSI（kyo）
2. 夕映えプレゼント -new generations リミックス-
歌：new generations
作詞：遠藤フビト、作曲：BNSI（Yoshi）、編曲：BNSI（Yoshi）、滝澤俊輔（TRYTONELABO）
3. ボーナスドラマ「マジックアワー new generations特別編」
4. できたてEvo! Revo! Generation! オリジナル・カラオケ

## 08 GOIN'!!!
2015年5月13日発売。アニメ『アイドルマスター シンデレラガールズ』13話で使用されたCINDERELLA PROJECTの新曲とエンディングテーマ、第3話で使用された「TOKIMEKIエスカレート」のLIVE MIXを収録したCD。初回限定盤には、Blu-ray VideoとしてアニメEDのノンテロップ版、Blu-ray AudioとしてCDと同じ曲をそれぞれ収録したBlu-ray DISCが付属する。
チャート成績
5月12日付のオリコンデイリーランキングでは9856枚を売り上げて3位にランクインした。5月25日付のオリコン週間ランキングでは初動2.6万枚を売り上げ週間3位にランクイン。アイマスの作品で初めて週間TOP3を果たした。また、アニメ部門でも2作連続で首位獲得となった。

収録曲
1. GOIN'!!!
歌：CINDERELLA PROJECT
作詞：森由里子、作曲：宮崎まゆ、編曲：宮崎誠
2. 夕映えプレゼント
歌：CINDERELLA PROJECT
作詞：遠藤フビト、作曲：BNSI（Yoshi）、編曲：BNSI（Yoshi）、滝澤俊輔（TRYTONELABO）
3. TOKIMEKIエスカレート -LIVE MIX-
歌：城ヶ崎美嘉（佳村はるか）
作詞：marhy、作曲・編曲：BNSI（内田哲也）
3話挿入歌
4. GOIN'!!! オリジナル・カラオケ
5. 夕映えプレゼント オリジナル・カラオケ

## 2nd Season 01 Shine!!
2015年8月5日発売。アニメ『アイドルマスター シンデレラガールズ』第2期主題歌と、スマートフォン用アプリ『アイドルマスター シンデレラガールズ スターライトステージ』のテーマ曲を収録したCD。初回限定盤には、Blu-ray Videoとして代々木ライブPV、Blu-ray AudioとしてCDと同じ曲をそれぞれ収録したBlu-ray DISCが付属する。
チャート成績
8月4日付のオリコンデイリーランキングでは6位にランクインし、翌5日付では3位に浮上した。8月17日付のオリコン週間ランキングでは初動3.2万枚を売り上げ、週間4位にランクインした。アニメ部門においては3作連続の1位獲得となり、前週に首位を獲得した「Absolute NIne」に続いてシンデレラガールズのCDとしては2週連続の1位となった。また、ビルボードのHot Animationにおいてもこの名義では初の週間1位を獲得した。

収録曲
1. Shine!!
歌：CINDERELLA PROJECT
作詞：森由里子、作曲・編曲：滝澤俊輔（TRYTONELABO）
2. とどけ！アイドル
歌：島村卯月（大橋彩香）、渋谷凛（福原綾香）、本田未央（原紗友里）、双葉杏（五十嵐裕美）、諸星きらり（松嵜麗）
作詞：marhy、作曲・編曲：BNSI（内田哲也）
3. お願い！シンデレラ
歌：CINDERELLA PROJECT
作詞：marhy、作曲・編曲：BNSI（内田哲也）
4. Shine!! オリジナル・カラオケ
5. とどけ！アイドル オリジナル・カラオケ

## 2nd Season 02
2015年9月23日発売。アニメ『アイドルマスター シンデレラガールズ』17話エンディングと18話エンディング、第2期エンディングのリミックスバージョンを収録したCD。
収録曲
1. 私色ギフト
歌：凸レーション with 城ヶ崎美嘉（佳村はるか）
作詞：朝倉路、作曲・編曲：渡部チェル
17話エンディング
2. Heart Voice
歌：CANDY ISLAND with 輿水幸子（竹達彩奈）
作詞：磯谷佳江、作曲：小野貴光、編曲：玉木千尋
18話エンディング
3. 私色ギフト オリジナル・カラオケ
4. Heart Voice オリジナル・カラオケ
5. 夢色ハーモニー -凸レーション リミックス-
歌：凸レーション
作詞：遠藤フビト、作曲：BNSI（内田哲也）、編曲：滝澤俊輔（TRYTONELABO）
6. 夢色ハーモニー -CANDY ISLAND リミックス-
歌：CANDY ISLAND
作詞：遠藤フビト、作曲：BNSI（内田哲也）、編曲：滝澤俊輔（TRYTONELABO）

## 2nd Season 03
2015年9月30日発売。アニメ『アイドルマスター シンデレラガールズ』19話挿入歌とエンディング、第2期エンディングのリミックスバージョン等を収録したCD。木村夏樹（安野希世乃）は今作がCD初登場になる。
収録曲
1. Wonder goes on!!
歌：* (Asterisk) with なつなな
作詞：磯谷佳江、作曲：小野貴光、編曲：玉木千尋
19話エンディング
2. Rockin' Emotion
歌：木村夏樹（安野希世乃）
作詞：磯谷佳江、作曲：小野貴光、編曲：玉木千尋
19話挿入歌
3. Wonder goes on!! オリジナル・カラオケ
4. Rockin' Emotion オリジナル・カラオケ
5. 夢色ハーモニー -* (Asterisk) リミックス-
歌：* (Asterisk)
作詞：遠藤フビト、作曲：BNSI（内田哲也）、編曲：滝澤俊輔（TRYTONELABO）
6. We're the friends! -* (Asterisk) リミックス-
歌：* (Asterisk)
作詞：森由里子、作曲・編曲：藤末樹
11話挿入歌

## 2nd Season 04
2015年10月7日発売。アニメ『アイドルマスター シンデレラガールズ』19話と20話挿入歌、第2期エンディングのリミックスバージョン等を収録したCD。
収録曲
1. この空の下
歌：LOVE LAIKA with Rosenburg Engel
作詞：Funta3、作曲・編曲：Funta7
20話挿入歌
2. ØωØver!! -Heart Beat Version-
歌：* (Asterisk)
作詞：前川みく（高森奈津美）・多田李衣菜（青木瑠璃子）、作曲：小野貴光、編曲：玉木千尋
19話挿入歌
3. この空の下 オリジナル・カラオケ
4. ØωØver!! -Heart Beat Version- オリジナル・カラオケ
5. 夢色ハーモニー -Rosenburg Engelリミックス-
歌：Rosenburg Engel
作詞：遠藤フビト、作曲：BNSI（内田哲也）、編曲：滝澤俊輔（TRYTONELABO）
6. Memories
歌：アナスタシア（上坂すみれ）、神崎蘭子（内田真礼）
作詞：貝田由里子、作曲：ESTi、編曲：ESTi、BNSI（kyo）
13話挿入歌

## 2nd Season 05
2015年10月14日発売。アニメ『アイドルマスター シンデレラガールズ』22話挿入歌等を収録したCD。
収録曲
1. Trancing Pulse
歌：Triad Primus
作詞：AJURIKA、作曲：上松範康（Elements Garden）、編曲：藤永龍太郎（Elements Garden）
22話挿入歌
2. Nebula Sky
歌：アナスタシア（上坂すみれ）
作詞・作曲・編曲：AJURIKA
22話挿入歌
3. Trancing Pulse オリジナル・カラオケ
4. Nebula Sky オリジナル・カラオケ
5. 夢色ハーモニー -LOVE LAIKA リミックス-
歌：LOVE LAIKA
作詞：遠藤フビト、作曲：BNSI（内田哲也）、編曲：滝澤俊輔（TRYTONELABO）
6. できたてEvo! Revo! Generaion!
歌：Triad Primus
作詞：三重野瞳、作曲・編曲：BNSI（kyo）
19話挿入歌

## 2nd Season 06
2015年11月11日発売。アニメ『アイドルマスター シンデレラガールズ』23話・最終話挿入歌等を収録したCD。
収録曲
1. 流れ星キセキ
歌：new generations
作詞：小金井つくも、作曲・編曲：渡部チェル
25話挿入歌
2. 心もよう
歌：new generations
作詞：遠藤フビト、作曲・編曲：滝澤俊輔（TRYTONELABO）
23話挿入歌
3. 流れ星キセキ オリジナル・カラオケ
4. 心もよう オリジナル・カラオケ
5. 夢色ハーモニー -new generations リミックス-
歌：new generations
作詞：遠藤フビト、作曲：BNSI（内田哲也）、編曲：滝澤俊輔（TRYTONELABO）
6. つぼみ
歌：本田未央（原紗友里）
作詞：桜アス恵、作曲・編曲：滝澤俊輔（TRYTONELABO）
21話挿入歌

## 2nd Season 07 M@GIC☆
2015年11月25日発売。アニメ『アイドルマスター シンデレラガールズ』最終回挿入歌や第2期ED等を収録したCD。初回限定盤と通常版があり、初回限定盤には、Blu-ray Videoとしてアニメ第2期OPとEDのノンテロップ版、Blu-ray AudioとしてCDと同じ曲をそれぞれ収録したBlu-ray DISCが付属する。
収録曲
1. M@GIC☆
歌：CINDERELLA PROJECT
作詞：森由里子、作曲・編曲：田中秀和（MONACA）
25話挿入歌
2. 夢色ハーモニー
歌：CINDERELLA PROJECT
作詞：遠藤フビト、作曲：BNSI（内田哲也）、編曲：滝澤俊輔（TRYTONELABO）
3. S(mile)ING! -LIVE MIX-
歌：島村卯月（大橋彩香）
作詞：BNSI（八城雄太）、作曲・編曲：BNSI（Yoshi）
24話挿入歌
4. M@GIC☆ オリジナル・カラオケ
5. 夢色ハーモニー オリジナル・カラオケ

## ソロ・リミックス盤
THE IDOLM@STER CINDERELLA GIRLS 3rdLIVE シンデレラの舞踏会 - Power of Smile - オリジナルCD
『THE IDOLM@STER CINDERELLA GIRLS 3rdLIVE シンデレラの舞踏会 - Power of Smile -』（2015年11月28日・11月29日開催）会場限定CD。
アニメ第1期のCINDERELLA PROJECTの各ユニットのデビュー曲「Memories」「Happy×2 Days」「LET'S GO HAPPY!!」「ØωØver!!」「できたてEvo! Revo! Generation」の各ソロ・リミックス合計14曲を収録。
Rosenburg Engelの「-LEGNE- 仇なす剣 光の旋律」は元々ソロ曲なので、神崎蘭子のみアニメ第13話で歌った「Memories」のソロ・リミックスになっている。
「Happy×2 Days」「LET'S GO HAPPY!!」の台詞部分と「ØωØver!!」の歌詞は歌唱者ごとに変更となっている。
2018年4月7日・4月8日に行われたライブイベント『THE IDOLM@STER CINDERELLA GIRLS Initial Mess@ge』でも開催を記念して復刻販売された。

## ORIGINAL SOUNDTRACK
2016年3月30日発売。テレビアニメ用に制作された劇伴全てと、新録された挿入歌、新曲「STORY」を収録。CDと同じ楽曲を収録したBlu-ray Audioも付属。特殊デジパック仕様パッケージで、CD3枚とBlu-ray Audio1枚の計4枚組。劇伴曲作曲は田中秀和（MONACA）。
収録曲（Disc 1）

1. Theme of Cinderella Girls（M01A）
2. Anemone（M02）
3. Flower Language（M34A）
4. Why Don't You Be a Cinderella?（M33A）
5. Trial and Error（M17A）
6. Sly ＆ The Girls Jewelries（M41）
7. April Tango（M05）
8. The Second Line of MIO（M10A）
9. Waltz for Dreamers（M06）
10. Just Curious.（M19）
11. Never Was a Cloudy Twilight（M40）
12. Puzzling Pizzicato（M07）
13. The Dancing Glass Slippers（M25）
14. The Cat Ears’ Opinions（M30A）
15. Ambiguous Dialogue（M31A）
16. Dress! Dress! Dress!（M21）
17. The Days of Effort（M27）
18. All Right in the End（M39）
19. THE TWO SELFIE MONSTERS（M35）
20. Eight Days OFF A Week（M14A）
21. Teatime（in the Magic Hour）（M38）
22. RANKO’s Grimoire（M13A）
23. Tut-Tut Blues（M32A）
24. Mondo Monday（M23）
25. Sunday Montuno (M24）
26. The Girls Etiquette（M22）
27. Count It Basis!（M11）
28. The Reversible Heart（M08）
29. Motif “Awake”（M09）
30. Honesty（M20）
31. Bedtime Nocturne（M37Ａ）
32. Your Smile（M28）
33. Tears of Joy（M29）

収録曲（Disc 2）
1. Fortunately, Ordinary（M36）
2. Carriage for Cutie（M03）
3. A Demon in Shibuya（M15A）
4. Passione（M04）
5. Wishful Thinking（M66）
6. Playing Spies（M67）
7. TOTOKITA Kindergarten（M68）
8. Serendipity（M63）
9. If So（or Not So）（M65）
10. Elder Sisters’ Pain（M64）
11. Thanks For Our Work（M42）
12. See You（M43）
13. Regal No.346（M60A）
14. Erosional Authority（M60B）
15. Thistle Castle（M60C）
16. The Dotted Anxiety（M16）
17. Impatience（M26）
18. The Beautiful Creeps（M44）
19. Emergency（M45）
20. Heartbeats（M46）
21. Someone Behind the Door（M12）
22. Nothing’s Gonna Be Alright（M48）
23. 1159 Tinnitus（M18）
24. A Ripple of Courage（M61)
25. A Lost Princess（M49）
26. Starting Over（M62）
27. Primula Julian（M01C）
28. SHINSEN Girls（#26）

収録曲（Disc 3）
1. お願い！シンデレラ（BGM Version）（C01）
2. メッセージ（BGM Version）（C02）
3. ススメ☆オトメ〜jewel paraded〜（BGM Version）（C03）
4. We’re the friends!（BGM Version）（C04）
5. Nation Blue（BGM Version）（C05）
6. Orange Sapphire（BGM Version）（C06）
7. アタシポンコツアンドロロイド（BGM Version）（C07）
8. Star!!（Piano Instrumental Version）（C08）
9. 夕映えプレゼント（BGM Version）（C09）
10. できたてEvo! Revo! Generation!（BGM Version）（C10）
11. オルゴールの小箱（BGM Version）（C11）
12. 輝く世界の魔法（BGM Version）（C15）
13. Never say never（BGM Version）（C16）
14. S(mile)ING!（BGM Version）（C17）
15. ミツボシ☆☆★（BGM Version）（C18）
16. Shine!! (BGM Version）（C19）
17. 夢色ハーモニー（BGM Version）（C20）
18. GOIN’!!!（BGM Version）（C21）
19. つぼみ（BGM Version）（C23）
20. Star!!（オルゴールVersion）
21. お願い！シンデレラ（オルゴールVersion）
22. アタシポンコツアンドロイド（TV Size）
歌：CANDY ISLAND
作詞・作曲・編曲：ササキトモコ
23. Orange Sapphire（TV Size）
歌：凸レーション
作詞：Funta3、作曲・編曲：Funta7
24. Nation Blue（TV Size）
歌：渋谷凛（福原綾香）、新田美波（洲崎綾）、アナスタシア（上坂すみれ）、神崎蘭子（内田真礼）、多田李衣菜（青木瑠璃子）
作詞・作曲・編曲：遠山明孝
25. GOIN'!!!
歌：双葉杏（五十嵐裕美）、三村かな子（大坪由佳）、城ヶ崎莉嘉（山本希望）、神崎蘭子（内田真礼）、前川みく（高森奈津美）、諸星きらり（松嵜麗）、多田李衣菜（青木瑠璃子）、赤城みりあ（黒沢ともよ）、新田美波（洲崎綾）、緒方智絵里（大空直美）、安部菜々（三宅麻理恵）、木村夏樹（安野希世乃）、白坂小梅（桜咲千依）
作詞：森由里子、作曲：宮崎まゆ、編曲：宮崎誠
26. S(mile)ING!（TV Version）
歌：島村卯月（大橋彩香）
作詞：BNSI（八城雄太）、作曲・編曲：BNSI（Yoshi）
27. 流れ星キセキ（TV Version）
歌：new generations
28. Absolute Nine
歌：new generations
作詞・作曲・編曲：hisakuni
29. STORY
歌：島村卯月（大橋彩香）、本田未央（原紗友里）、渋谷凛（福原綾香）、神谷奈緒（松井恵理子）、北条加蓮（渕上舞）
作詞：森由里子、作曲・編曲：田中秀和（MONACA）

収録曲（Blu-ray Disc Audio）
1. Theme of Cinderella Girls（M01A）
2. Theme of Cinderella Girls（TypeB）（M01B）
3. Primula Julian（M01C）
4. Anemone（M02）
5. Carriage for Cutie（M03）
6. Passione（M04）
7. April Tango（M05）
8. Waltz for Dreamers（M06）
9. Puzzling Pizzicato（M07）
10. The Reversible Heart（M08）
11. Motif “Awake”（M09）
12. The Second Line of MIO（M10A）
13. The Second Line of MIO（TypeB）（M10B）
14. Count It Basis!（M11）
15. Someone Behind the Door（M12）
16. RANKO's Grimoire（M13A）
17. RANKO's Grimoire（TypeB）（M13B）
18. Eight Days OFF A Week（M14A）
19. Eight Days OFF A Week（TypeB）（M14B）
20. A Demon in Shibuya（M15A）
21. A Demon in Shibuya（TypeB）（M15B）
22. The Dotted Anxiety（M16）
23. Trial and Error（M17A）
24. 1159 Tinnitus（M18）
25. Just Curious.（M19）
26. Honesty（M20）
27. Dress! Dress! Dress!（M21）
28. The Girls Etiquette（M22）
29. Mondo Monday（M23）
30. Sunday Montuno（M24）
31. The Dancing Glass Slippers（M25）
32. Impatience（M26）
33. The Days of Effort（M27）
34. Your Smile（M28）
35. Tears of Joy（M29）
36. The Cat Ears’ Opinions（M30A＿
37. The Cat Ears’ Opinions（TypeB）（M30B）
38. Ambiguous Dialogue（M31A）
39. Ambiguous Dialogue（TypeB）（M31B）
40. Tut-Tut Blues（M32A）
41. Why Don’t You Be a Cinderella?（M33A）
42. Why Don’t You Be a Cinderella?（TypeB）（M33B）
43. Flower Language（M34A）
44. Flower Language（TypeB）（M34B）
45. THE TWO SELFIE MONSTERS（M35）
46. Fortunately, Ordinary（M36）
47. Bedtime Nocturne（M37A）
48. Teatime（in the Magic Hour）（M38）
49. All Right in the End（M39）
50. Never Was a Cloudy Twilight（M40）
51. Sly ＆ The Girls Jewelries（M41）
52. Thanks For Our Work（M42）
53. See You（M43）
54. The Beautiful Creeps（M44）
55. Emergency（M45）
56. Heartbeats（M46）
57. Nothing’s Gonna Be Alright（M48）
58. A Lost Princess（M49）
59. Eyepatch（TypeA）（M50）
60. Eyepatch（TypeB）（M51）
61. Eyepatch（TypeC）（M52）
62. Regal No.346（M60A）
63. Erosional Authority（M60B）
64. Thistle Castle（M60C）
65. A Ripple of Courage（M61）
66. Starting Over（M62）
67. Serendipity（M63）
68. Elder Sisters' Pain（M64）
69. If So（or Not So）（M65）
70. Wishful Thinking（M66）
71. Playing Spies（M67）
72. TOTOKITA Kindergarten（M68)
73. SHINSEN Girls（Ep26）
74. お願い！シンデレラ（BGM Version）（C01）
75. メッセージ（BGM Version）（C02）
76. ススメ☆オトメ〜jewel parade〜（BGM Version）（C03）
77. We’re the friends!（BGM Version）（C04）
78. Nation Blue（BGM Version）（C05）
79. Orange Sapphire（BGM Version）（C06）
80. アタシポンコツアンドロイド（BGM Version）（C07）
81. Star!!（Piano Instrumental Version）（C08）
82. 夕映えプレゼント（BGM Version）（C09）
83. できたてEvo! Revo! Generation!（BGM Version）（C10）
84. オルゴールの小箱（BGM Version）（C11）
85. 輝く世界の魔法（BGM Version）（C15）
86. Never say never（BGM Version）（C16）
87. S(mile)ING!（BGM Version）（C17）
88. ミツボシ☆☆★（BGM Version）（C18）
89. Shine!!（BGM Version）（C19）
90. 夢色ハーモニー（BGM Version）（C20）
91. GOIN’!!!（BGM Version）（C21）
92. つぼみ（BGM Version）（C23）
93. Star!!（オルゴールVersion）
94. お願い！シンデレラ（オルゴールVersion）
95. アタシポンコツアンドロイド
歌：CANDY ISLAND
96. Orange Sapphire
歌：凸レーション
97. Nation Blue
歌：渋谷凛、新田美波、アナスタシア、神崎蘭子、多田李衣菜
98. GOIN’!!!
歌：双葉杏（五十嵐裕美）、三村かな子（大坪由佳）、城ヶ崎莉嘉（山本希望）、神崎蘭子（内田真礼）、前川みく（高森奈津美）、諸星きらり（松嵜麗）、多田李衣菜（青木瑠璃子）、赤城みりあ（黒沢ともよ）、新田美波（洲崎綾）、緒方智絵里（大空直美）、安部菜々（三宅麻理恵）、木村夏樹（安野希世乃）、白坂小梅（桜咲千依）
99. S(mile)ING!（TV Version）
歌：島村卯月（大橋彩香）
100. 流れ星キセキ（TV Version）
歌：new generations
101. Absolute Nine
歌：new generations
102. STORY
歌：島村卯月（大橋彩香）、本田未央（原紗友里）、渋谷凛（福原綾香）、神谷奈緒（松井恵理子）、北条加蓮（渕上舞）
103. STORY　オリジナル・カラオケ